# Bernard Darniche
Bernard Darniche (Cenon, 28 marzo 1942) è un ex pilota di rally francese, vincitore in carriera di sette prove del campionato del mondo rally e di due edizioni del campionato europeo rally (1976 e 1977).

## Biografia
Oltre alle vittorie citate, vanta tre titoli di campione di Francia, ed alcune partecipazioni alla 24 Ore di Le Mans (miglior risultato un 5º posto nel 1979).

## Palmarès

### Vittorie nel mondiale rally
| # | Anno | Rally                | Navigatore | Vettura                  |
| - | ---- | -------------------- | ---------- | ------------------------ |
| 1 | 1973 | Rallye du Maroc      | Alain Mahé | Alpine-Renault A110 1800 |
| 2 | 1975 | Tour de Corse        | Alain Mahé | Lancia Stratos           |
| 3 | 1977 | Tour de Corse        | Alain Mahé | Fiat 131 Abarth Rally    |
| 4 | 1978 | Tour de Corse        | Alain Mahé | Fiat 131 Abarth Rally    |
| 5 | 1979 | Rally di Monte Carlo | Alain Mahé | Lancia Stratos           |
| 6 | 1979 | Tour de Corse        | Alain Mahé | Lancia Stratos           |
| 7 | 1981 | Tour de Corse        | Alain Mahé | Lancia Stratos           |

### Altri risultati
1976
- nel Campionato europeo rally su Lancia Stratos

1977
- nel Campionato europeo rally su Lancia Stratos

## Risultati nel mondiale rally

### ICM
- 1970 - Alpine Renault - Alpine-Renault A110 1600 - 5° al Rally d'Austria
- 1971 - Alpine Renault - Alpine-Renault A110 1600, Alpine-Renault A110 - 8° al Rally di Monte Carlo, 4° al Rally di Sanremo, 1° al Coupe des Alpes
- 1972 - Alpine Renault - Alpine-Renault A110 1600 - 25° al Rally di Monte Carlo

### WRC
| 1973 | Scuderia                              | Vettura                                                         |    |     |     |  |   |     |  |  |   |     |  |  |     |  |  |  | Punti | Pos. |
| ---- | ------------------------------------- | --------------------------------------------------------------- | -- | --- | --- |  | - | --- |  |  | - | --- |  |  | --- |  |  |  | ----- | ---- |
| 1973 | Alpine Renault Société Alpine Renault | Alpine-Renault A110 Renault 12 Gordini Alpine-Renault A110 1800 | 10 | Rit | Rit |  | 1 | Rit |  |  | 2 | Rit |  |  | Rit |  |  |  |       |      |

| 1974 | Scuderia       | Vettura                                                            |  |     |  |  |  |   |  |     |  |  |  |  |  |  |  |  | Punti | Pos. |
| ---- | -------------- | ------------------------------------------------------------------ |  | --- |  |  |  | - |  | --- |  |  |  |  |  |  |  |  | ----- | ---- |
| 1974 | Alpine Renault | Alpine-Renault A110 1800 Renault 17 Gordini Fiat 124 Abarth Rallye |  | Rit |  |  |  | 6 |  | Rit |  |  |  |  |  |  |  |  |       |      |

| 1975 | Scuderia                   | Vettura                                  |     |  |  |  |     |  |  |  |   |  |  |  |  |  |  |  | Punti | Pos. |
| ---- | -------------------------- | ---------------------------------------- | --- |  |  |  | --- |  |  |  | - |  |  |  |  |  |  |  | ----- | ---- |
| 1975 | Fiat Rally Team Chardonnet | Fiat 124 Abarth Rallye Lancia Stratos HF | Rit |  |  |  | Rit |  |  |  | 1 |  |  |  |  |  |  |  |       |      |

| 1976 | Scuderia        | Vettura           |   |  |  |  |  |  |  |  |   |  |  |  |  |  |  |  | Punti | Pos. |
| ---- | --------------- | ----------------- | - |  |  |  |  |  |  |  | - |  |  |  |  |  |  |  | ----- | ---- |
| 1976 | Team Chardonnet | Lancia Stratos HF | 3 |  |  |  |  |  |  |  | 2 |  |  |  |  |  |  |  |       |      |

| 1977 | Scuderia                 | Vettura                           |     |  |  |  |  |  |  |  |  |   |  |  |  |  |  |  | Punti | Pos. |
| ---- | ------------------------ | --------------------------------- | --- |  |  |  |  |  |  |  |  | - |  |  |  |  |  |  | ----- | ---- |
| 1977 | Lancia Alitalia Fiat SpA | Lancia Stratos HF Fiat 131 Abarth | Rit |  |  |  |  |  |  |  |  | 1 |  |  |  |  |  |  |       |      |

| 1978 | Scuderia                 | Vettura                           |   |  |  |     |  |  |  |  |  |   |  |  |  |  |  |  | Punti | Pos. |
| ---- | ------------------------ | --------------------------------- | - |  |  | --- |  |  |  |  |  | - |  |  |  |  |  |  | ----- | ---- |
| 1978 | Fiat Alitalia Chardonnet | Fiat 131 Abarth Lancia Stratos HF | 5 |  |  | Rit |  |  |  |  |  | 1 |  |  |  |  |  |  |       |      |

| 1979 | Scuderia        | Vettura           |    |  |     |  |     |  |  |  |  |   |  |  |  |  |  |  | Punti | Pos. |
| ---- | --------------- | ----------------- | -- |  | --- |  | --- |  |  |  |  | - |  |  |  |  |  |  | ----- | ---- |
| 1979 | Team Chardonnet | Lancia Stratos HF | R1 |  | Rit |  | Rit |  |  |  |  | 1 |  |  |  |  |  |  | 40    | 6º   |

| 1980 | Scuderia                    | Vettura                           |   |  |     |  |     |  |  |  |  |     |  |  |  |  |  |  | Punti | Pos. |
| ---- | --------------------------- | --------------------------------- | - |  | --- |  | --- |  |  |  |  | --- |  |  |  |  |  |  | ----- | ---- |
| 1980 | Team Chardonnet Fiat Italia | Lancia Stratos HF Fiat 131 Abarth | 2 |  | Rit |  | Rit |  |  |  |  | Rit |  |  |  |  |  |  | 15    | 16º  |

| 1981 | Scuderia        | Vettura           |   |  |  |  |   |  |  |  |  |  |  |  |  |  |  |  | Punti | Pos. |
| ---- | --------------- | ----------------- | - |  |  |  | - |  |  |  |  |  |  |  |  |  |  |  | ----- | ---- |
| 1981 | Team Chardonnet | Lancia Stratos HF | 6 |  |  |  | 1 |  |  |  |  |  |  |  |  |  |  |  | 26    | 12º  |

| 1982 | Scuderia   | Vettura |  |  |  |  |     |  |  |  |  |  |  |  |  |  |  |  | Punti | Pos. |
| ---- | ---------- | ------- |  |  |  |  | --- |  |  |  |  |  |  |  |  |  |  |  | ----- | ---- |
| 1982 | BMW France | BMW M1  |  |  |  |  | Rit |  |  |  |  |  |  |  |  |  |  |  | 0     |      |

| 1983 | Scuderia   | Vettura         |  |  |  |  |  |  |  |  |  |   |  |  |  |  |  |  | Punti | Pos. |
| ---- | ---------- | --------------- |  |  |  |  |  |  |  |  |  | - |  |  |  |  |  |  | ----- | ---- |
| 1983 | Audi Sport | Audi Quattro A2 |  |  |  |  |  |  |  |  |  | 9 |  |  |  |  |  |  | 2     | 50º  |

| 1984 | Scuderia | Vettura                         |   |  |  |  |     |  |  |  |  |  |  |  |  |  |  |  | Punti | Pos. |
| ---- | -------- | ------------------------------- | - |  |  |  | --- |  |  |  |  |  |  |  |  |  |  |  | ----- | ---- |
| 1984 | Yacco    | Audi 80 Quattro Audi Quattro A2 | 7 |  |  |  | Rit |  |  |  |  |  |  |  |  |  |  |  | 4     | 36º  |

| 1985 | Scuderia          | Vettura              |  |  |  |  |     |  |  |  |  |  |  |  |  |  |  |  | Punti | Pos. |
| ---- | ----------------- | -------------------- |  |  |  |  | --- |  |  |  |  |  |  |  |  |  |  |  | ----- | ---- |
| 1985 | Gauloises Blondes | Peugeot 205 Turbo 16 |  |  |  |  | Rit |  |  |  |  |  |  |  |  |  |  |  | 0     |      |

| 1987 | Scuderia | Vettura                    |     |  |  |  |     |  |  |  |  |  |  |  |  |  |  |  | Punti | Pos. |
| ---- | -------- | -------------------------- | --- |  |  |  | --- |  |  |  |  |  |  |  |  |  |  |  | ----- | ---- |
| 1987 |          | Mercedes-Benz 190E 2.3 16V | Rit |  |  |  | Rit |  |  |  |  |  |  |  |  |  |  |  | 0     |      |

| Legenda | 1º posto | 2º posto | 3º posto | A punti | Senza punti | Ritirato | Squalificato | NP=Non partito C=Gara cancellata | Apice=Power stage |